# 基斯甸·卡巴些利
基斯甸·卡巴些利（法語：Christian Kabasele；1991年2月24日—）是一名比利時足球運動員，擔任後衛，現時效力意甲球隊乌迪内斯。

## 生涯
生於非洲薩伊（今剛果民主共和國）盧本巴希。2008年在比利時球會奧伊本開始球員生涯。2011年1月外借到梅赫倫。2011年8月加盟保加利亞球會盧多格德斯。2012年回到母會。2014年加盟亨克。
2016年7月1日，卡巴塞莱以580万英镑的转会费与英超球队沃特福德足球俱乐部签订了一份为期五年的合同。 加入俱乐部后，他被分配了27号球衣。 2023年7月25日，卡巴塞莱以一笔未公开的费用加盟意甲俱乐部乌迪内斯足球俱乐部。

## 国际生涯
卡巴塞莱出生于刚果民主共和国，但在年幼时移居比利时。 这使他有资格为比利时国家足球队或刚果国家足球队效力，因为他拥有双重国籍。 2016年歐洲國家盃獲選入比利時參賽名單，但沒得到上陣機會。
2018年5月，卡巴塞莱入选了比利时国家队参加俄罗斯2018年世界杯的大名单初选阵容。 然而，他未能进入最终的23人名单。